# Estación Central de Buses de Tel Aviv

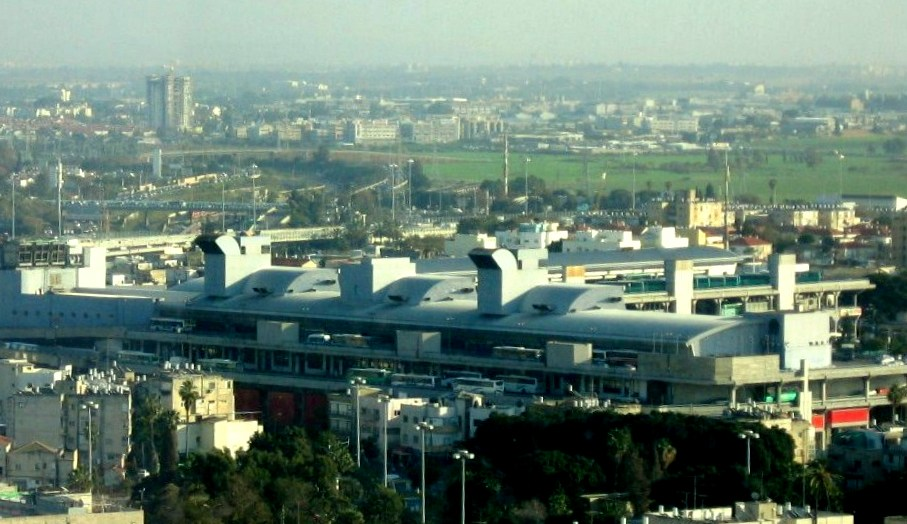
Vista exterior.

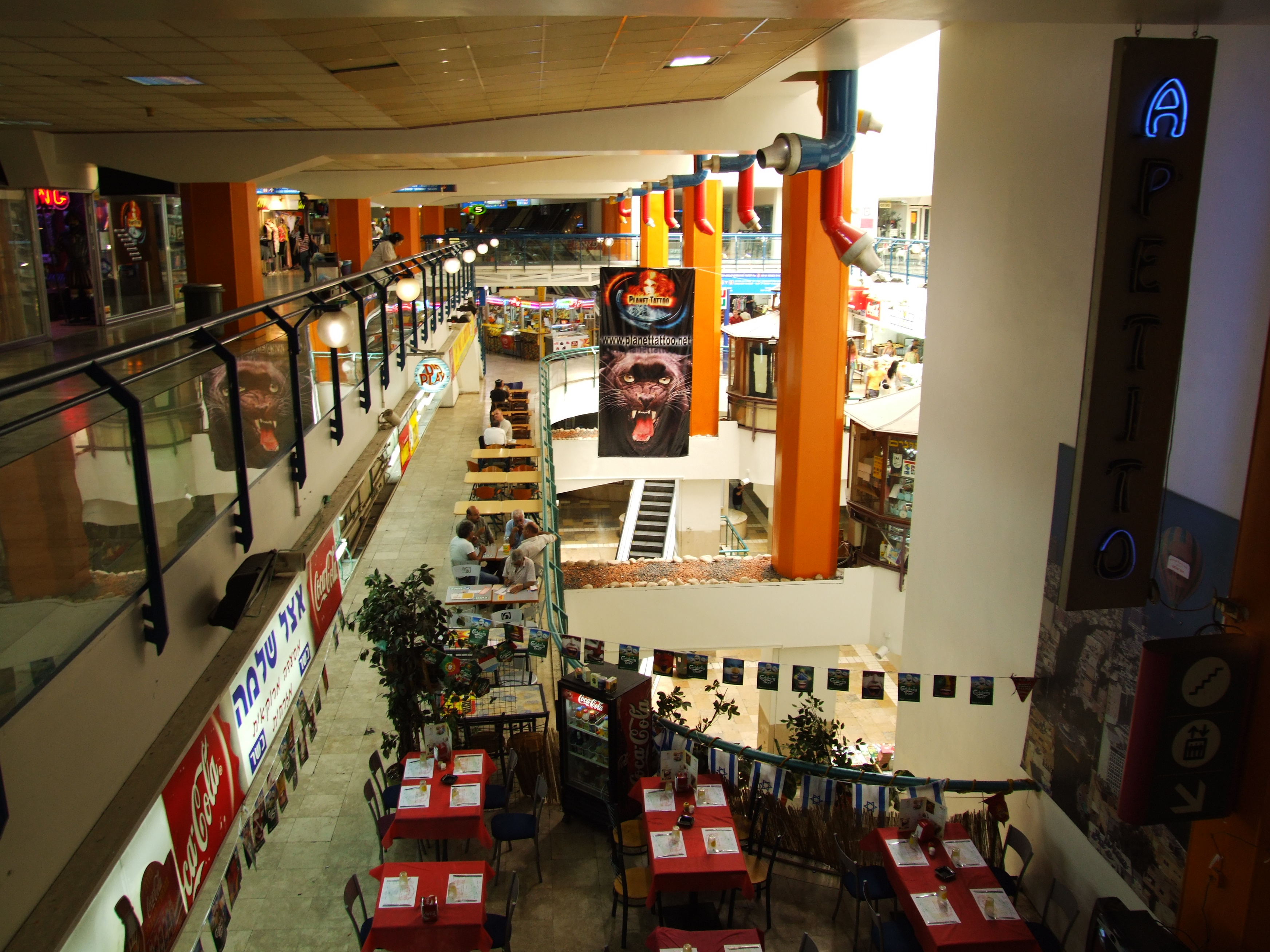
Vista desde el sexto piso de la estación/mall.

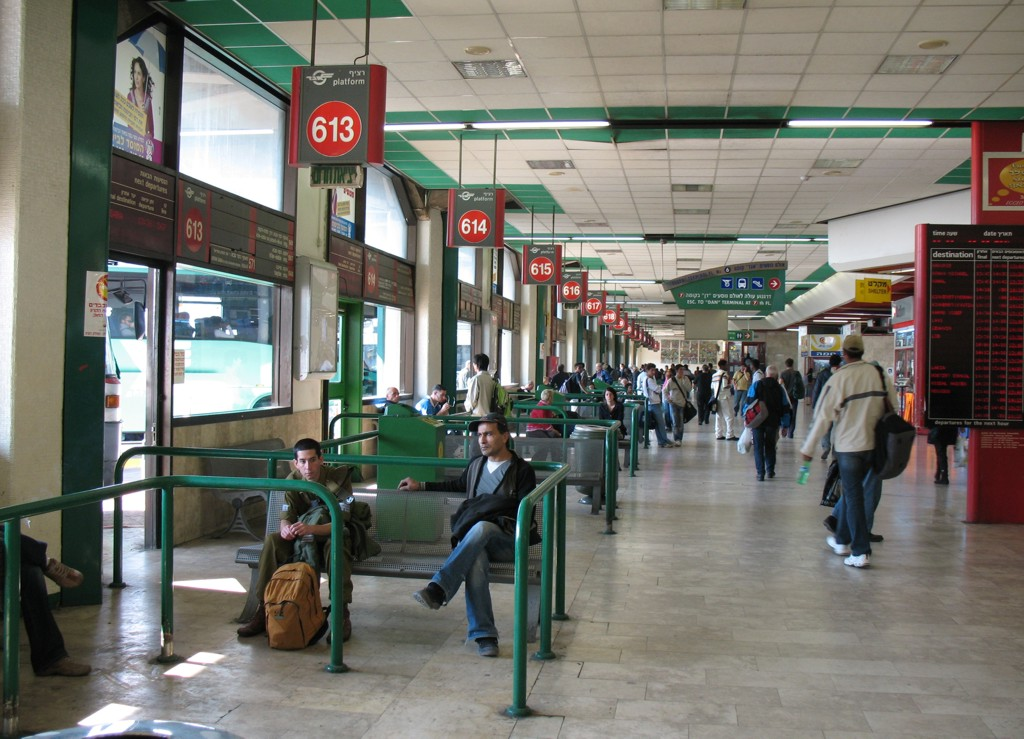
Andenes de salida en el sexto piso.

La Estación Central de Buses de Tel Aviv, o La (Nueva) Terminal de Buses de Tel Aviv (inaugurada el 18 de agosto de 1993) es la principal estación de buses en Tel Aviv, Israel. Está ubicada en la parte meridional de la ciudad. La estación es servida por buses interurbanos de Egged, Connex, Superbus y Metropoline así como por buses urbanos y suburbanos de Dan, Egged y Kavim. 

## Descripción
Es la estación de buses más grande del mundo, con un área construida de 230.000 m² y un área total de 44 dunams (44.000 m²). La construcción comenzó en diciembre de 1967, pero fue detenida debido a dificultades financieras de los constructores. Luego de unos 20 años de paralización de las obras, fueron retomadas en 1993. Recientemente se han retomado planes originales de construcción para expandir la estación, incluyendo un edificio de oficinas de 10 pisos. El edificio además incluye un centro comercial de más de 7 pisos, con 29 escaleras mecánicas, 13 ascensores y más de 1.000 tiendas y restaurantes.
Sólo 3 de los 7 pisos son usados como parte de la estación de buses. Las entradas principales están ubicadas en los lados norte y este del cuarto piso, que está a nivel de la calle, y muchas líneas de buses urbanos de la ciudad tienen parada en la calle Levinsky, en la cara norte de la estación. Además, los taxis compartidos o Monit Sherut salen de la calle Tzemach David, en la cara Este de la estación. La mayoría de los buses interurbanos salen de las plataformas ubicadas en el ala norte de la estación, en el sexto piso. En el séptimo piso, que fue añadido a los planes originales, ese encuentra una plataforma para los buses locales en el ala Norte y otra para destinos dentro del Gush Dan y otra para los buses que salen a destinos en Galilea en el ala Sur del mismo nivel. 
Los dos niveles inferiores, que originalmente eran usados para buses locales, están virtualmente abandonados hoy en día. Los pisos 3 y 5 son usados como área de tiendas, y se encuentran medio vacíos. La Estación Central de Buses de Tel Aviv está ubicada cerca de la estación de trenes HaHagana, pero no hay comunicación directa entre ellas. La estación es conocida por sus problemas estructurales. La navegación dentro de la misma no es sencilla gracias a la carencia de suficiente información, señalización y mapas para el usuario. El edificio ha pasado a ser un sinónimo en Israel del mal diseño arquitectónico.